# Анцилла Тилия
Анцилла Тилия (англ. Ancilla Tilia), имя при рождении Линде ван де Леест (нидерл. Linde van de Leest, больше не используется и официально изменено; родилась 21 июля 1985 года в Роттердаме (Нидерланды) — голландская телеведущая, активистка и бывшая фетиш модель. Ведущий кандидат Пиратской партии Нидерландов на парламентских выборах 2017 года.

## Биография
После первых лет в Роттердаме, с 1991 по 1996 года она жила в Антверпене. Затем Анцилла вернулась в свой родной город, но в 2004 году снова состоялся переезд — теперь в Амстердам. В 2011 году она официально изменила своё имя на использованный ранее псевдоним «Ancilla Tilia», под которым и стала общеизвестна благодаря публикациям в Playboy.

## Начало карьеры
В Роттердаме Тилия училась в гимназии и подрабатывала официанткой, где и была замечена фотографом. Она бросила школу и в восемнадцать лет появилась под своим первым именем Linde van de Leest в качестве девушки месяца в мужском журнале Playboy, выпуск мая 2004 года. Затем она переехала в Лос-Анджелес, чтобы продолжить работать с различными известными фотографами и моделями.

## Модель
В июне 2009 года Тилия появилась на обложке голландского Playboy с фотосессией от известного фотографа и клипмейкера Карли Гермеса (Carli Hermès). В сентябре 2012 года она снова оказалась на обложке журнала. Также она дважды была на обложке голландского журнала FHM. Кроме того Анцилла часто появлялась на обложках голландских журналов и газет Sp!ts, Rotterdams Dagblad, Panorama, Aktueel en Viva и т. д..

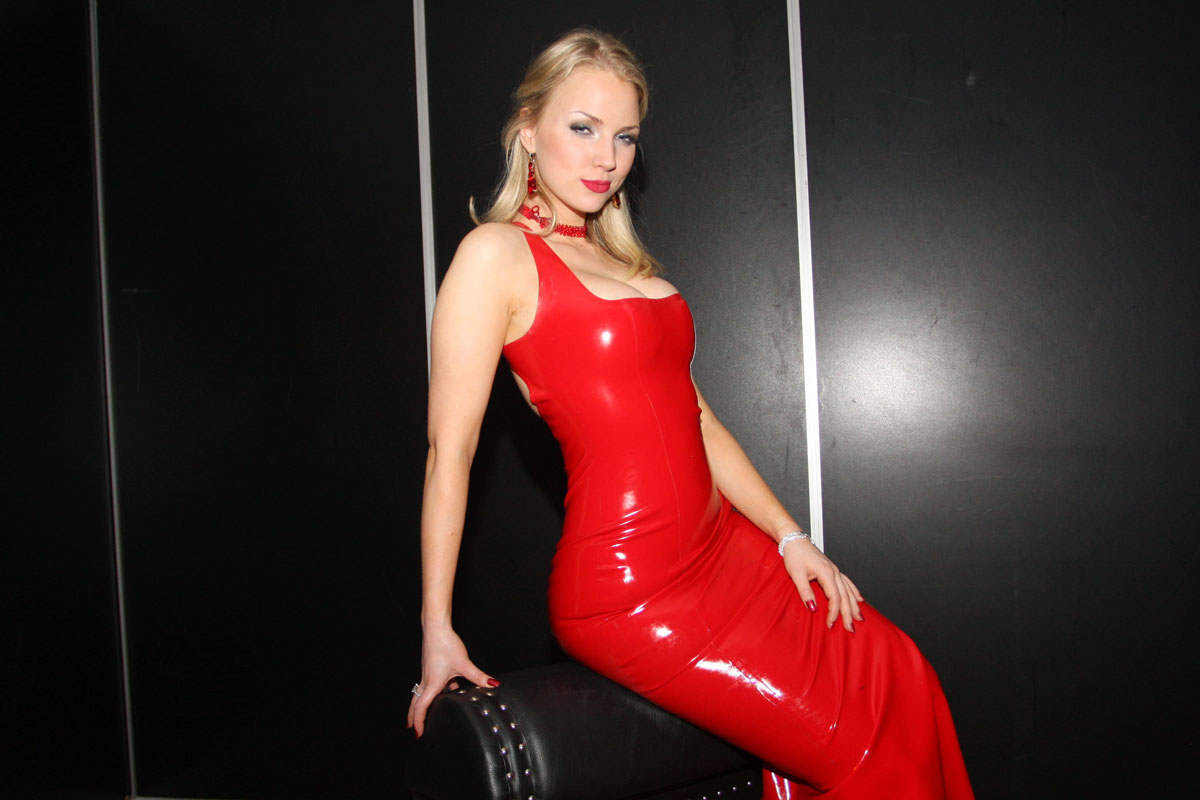
Анцилла Тилия в латексном платье, 2008

В 2010 году Тилия была трижды представлена в американском Playboy Special Editions.

#### Появлялась в журналах
- Playboy (Нидерланды), Май 2004 (Playmate)
- Playboy (Нидерланды), Июнь 2009 (cover & pictorial)
- FHM (Нидерланды), Январь/Февраль 2008 (cover & pictorial)
- FHM (Нидерланды), Ноябрь 2009 (cover & pictorial)
- Playboy’s Lingerie Декабрь/Январь 2010
- Playboy’s Lingerie Июнь/Июль 2010
- Playboy’s Voluptuous Vixens Декабрь/Январь 2010

#### Фотографы
Среди прочего, Анцилла работала со следующими фотографами

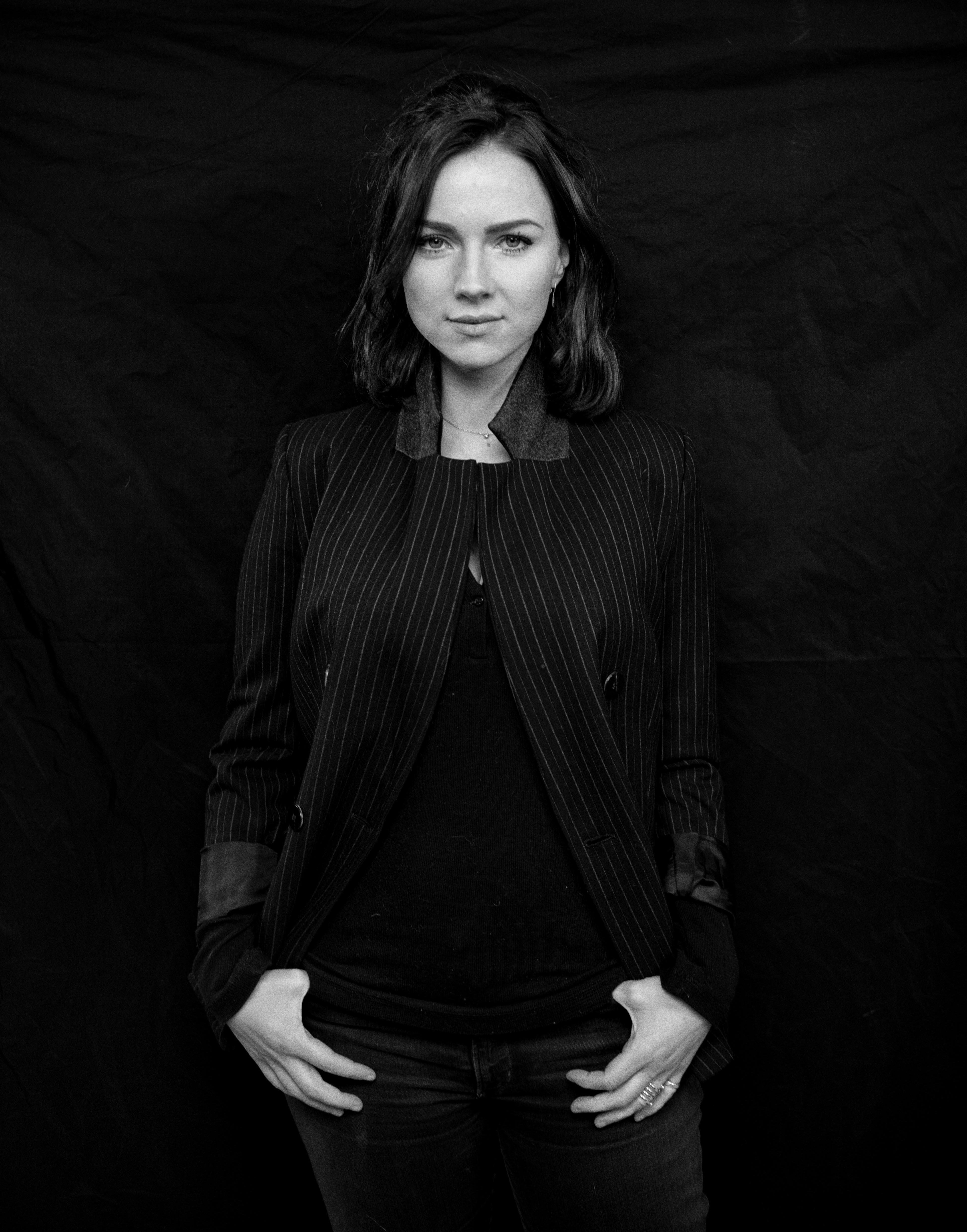
Анцилла Тилия в 2017 году

- Christine Kessler, Los Angeles, California, USA
- Katja Ehrhardt, Hamburg, Germany
- Gil Perron, Montreal, Québec, Canada
- Maxime Avet, Lille, France
- Peter W. Czernich, Solingen, Germany
- Steve Diet Goedde, Los Angeles, California, USA
- Hans Gössing
- Ken Marcus
- Patrick Ceuppens
- Robert Chouraqui
- Erwin Olaf
- Martin Perrault
- Marc de Groot
- Conan Soranno
- Philip Warner
- Allan Amato
- Chad Michael Ward
- Photovance
- Rodrigo Otazu
- Carli Hermès
- Luis Aguirre
- Patrick Kaas
- Jean Pierre Heijmans
- Luis Aguirre
- Marcel van der Vlught
- Luis Aguirre
- Pierre Qui
- Michael Helms
- Edland Man
- Iconogenic
- Gerard Henninger
- Daniel J. Ashes
- Bob Mulder
- Holly Ran

#### Работа с другими моделями
Анцилла работала со следующими моделями
- Aria Giovanni
- Darenzia
- Bianca Beauchamp
- Masuimi Max

## Фетиш
Тилия отдаёт предпочтение эротическим фетиш-фотосессиям, широко используя при этом латексную одежду, корсеты, высокие каблуки и чулки. В качестве фетиш-модели она появилась на обложках Bizarre (англ. Bizarre (magazine)) (Великобритания), Marquis (Германия) и The Picture (Австралия).
В некоторых интервью на телевидении (TMF) и в прессе можно найти информацию о её пристрастию к латексному женскому белью, корсетам и высоким каблукам.

## Презентации, общественная деятельность, публицистика
В 2007 году на Quote Challenge Rally Тилия появилась в видеоклипе Jort Kelder и рэпера Lange Frans.
Тилия участвовала в программе «Вечеринка с Анцилла» на блоге Flabber.nl. Она неоднократно была промоутером и лицом рекламных компаний Opel, Axe / Hyves промоушен, Honda, Holland Poker, Pownews, Beat de Mol, Twestival изданий 2008 и 2009, и «De meisjes van Thijs».
С 2007 по 2009 Анцилла несколько раз появилась в качестве собеседника на радио Giel Beelens и в телепрограмме Nachtegiel. Она также спонсорский игрок в покер Unibet Poker. Тилия с 2008 по 2010 вела колонку для журнала FHM в разделе «Задать вопрос Анцилле», которая выходила ежемесячно до 2010 года. В 2011 году она написала книгу «Aan mijn jongere ik» — откровенное письмо самому себе.
В 2013 году она стала лауреатом «Bart’s Neverending Network» общенационального турнира знаменитостей Голландии.
Анцилла регулярно путешествует по всему миру на шоу и фотосессии.

## Благотворительность
Тилия после избрания «Самой сексуальной вегетарианкой 2008» активно участвует в работе Фонда «Stichting Wakker Dier», который борется за права животных в отрасли крупного рогатого скота. Тилия в дополнение к свершениям в своей личной жизни также с 2012 года является активистом в Фонде «Bits of Freedom».